# Prehrambeno-tehnološka fakulteta v Osijeku
Prehrambeno-tehnološka fakulteta (izvirno hrvaško Prehrambeno-tehnološki fakultet u Osijeku), s sedežem v Osijeku, je fakulteta, ki je članica Univerze v Osijeku.